# Пузіков Вячеслав Михайлович
Пузіков Вячеслав Михайлович (14 серпня 1947, Куп'янськ — 11 грудня 2014) — український вчений у галузі матеріалознавства та технології монокристалічних матеріалів. Академік НАН України.

## Біографія
Вячеслав Михайлович Пузіков народився 14 серпня 1947 року у місті Куп'янськ Харківської області. У 1970 році закінчив радіофізичний факультет Харківського державного університету.
Очолював науково-технологічний комплекс «Інститут монокристалів» Національної академії наук України.
Помер 11 грудня 2014 року.

## Наукова кар'єра
1. фахівець у галузі фізики твердих тіл.
2. під його науковим керівництвом захищено 4 докторських дисертації.
3. лауреат Державної премії України в галузі науки і техніки.
4. Керівник Державної науково-технічної програми